# Eleições autárquicas de 2009 em Leiria
As eleições autárquicas de 2009 serviram para eleger os membros dos órgãos do poder local no concelho de Leiria.
Raul Castro, candidato, pela terceira vez seguida, pelo Partido Socialista, finalmente conseguiu vencer a câmara, ao obter 44,9% dos votos, e, assim, tornando-se o primeiro socialista a liderar o concelho.
O Partido Social Democrata, no poder desde 1989, sofreu com as divisões internas, e assim, Isabel Damasceno, presidente desde 1997, ficou-se pelos 37,6% dos votos.

## Listas e Candidatos
| Lista | Lista                          | Candidato              |
| ----- | ------------------------------ | ---------------------- |
|       | Partido Socialista             | Raul Castro            |
|       | Partido Social Democrata       | Isabel Damasceno       |
|       | CDS – Partido Popular          | António Martinho Gomes |
|       | Bloco de Esquerda              | José Henriques         |
|       | Coligação Democrática Unitária | Mário Lopes            |

## Resultados Oficiais
Os resultados para os diferentes órgãos do poder local no concelho de Leiria foram os seguintes:

### Câmara Municipal
| Partido                 | Partido                        | Votos   | %               | +/-     | Vereadores | +/-     |
| ----------------------- | ------------------------------ | ------- | --------------- | ------- | ---------- | ------- |
|                         | Partido Socialista             | 29 449  | 44,86 / 100,00  | 9,39    | 5 / 11     | 1       |
|                         | Partido Social Democrata       | 24 693  | 37,61 / 100,00  | 4,98    | 5 / 11     | 1       |
|                         | CDS – Partido Popular          | 5 043   | 7,68 / 100,00   | 1,67    | 1 / 11     | Estável |
|                         | Bloco de Esquerda              | 2 199   | 3,35 / 100,00   | Estável | 0 / 11     | Estável |
|                         | Coligação Democrática Unitária | 1 600   | 2,44 / 100,00   | 0,06    | 0 / 11     | Estável |
| Votos Inválidos         | Votos Inválidos                | 2 664   | 4,06 / 100,00   | 2,70    |            |         |
| Total                   | Total                          | 65 648  | 100,00 / 100,00 |         | 11 / 11    | 2       |
| Eleitorado/Participação | Eleitorado/Participação        | 110 438 | 59,44 / 100,00  | 2,60    |            |         |

### Assembleia Municipal
| Partido                 | Partido                        | Votos   | %               | +/-  | Deputados | +/-     |
| ----------------------- | ------------------------------ | ------- | --------------- | ---- | --------- | ------- |
|                         | Partido Socialista             | 27 213  | 41,43 / 100,00  | 7,77 | 15 / 33   | 4       |
|                         | Partido Social Democrata       | 24 547  | 37,37 / 100,00  | 4,94 | 13 / 33   | 1       |
|                         | CDS – Partido Popular          | 5 980   | 9,10 / 100,00   | 0,37 | 3 / 33    | Estável |
|                         | Bloco de Esquerda              | 3 175   | 4,83 / 100,00   | 0,41 | 1 / 33    | Estável |
|                         | Coligação Democrática Unitária | 1 845   | 2,81 / 100,00   | 0,33 | 1 / 33    | Estável |
| Votos Inválidos         | Votos Inválidos                | 2 927   | 4,45 / 100,00   | 2,55 |           |         |
| Total                   | Total                          | 65 687  | 100,00 / 100,00 |      | 33 / 33   | 3       |
| Eleitorado/Participação | Eleitorado/Participação        | 110 438 | 59,48 / 100,00  | 2,56 |           |         |

### Juntas de Freguesia
| Partido                 | Partido                        | Votos   | %               | +/-  | Presidentes | +/-     | Mandatos  | +/-     |
| ----------------------- | ------------------------------ | ------- | --------------- | ---- | ----------- | ------- | --------- | ------- |
|                         | Partido Socialista             | 27 583  | 41,99 / 100,00  | 8,87 | 17 / 29     | 6       | 130 / 275 | 27      |
|                         | Partido Social Democrata       | 25 573  | 38,93 / 100,00  | 0,16 | 12 / 29     | 3       | 122 / 275 | 7       |
|                         | CDS – Partido Popular          | 6 251   | 9,52 / 100,00   | 1,93 | 0 / 29      | 2       | 18 / 275  | 9       |
|                         | Coligação Democrática Unitária | 1 892   | 2,88 / 100,00   | 0,05 | 0 / 29      | Estável | 3 / 275   | 2       |
|                         | Bloco de Esquerda              | 1 390   | 2,12 / 100,00   | 0,20 | 0 / 29      | Estável | 1 / 275   | Estável |
|                         | Grupo de Cidadãos              | 407     | 0,62 / 100,00   | 4,76 | 0 / 29      | 1       | 1 / 275   | 11      |
| Votos Inválidos         | Votos Inválidos                | 1 599   | 3,95 / 100,00   | 2,16 |             |         |           |         |
| Total                   | Total                          | 65 648  | 100,00 / 100,00 |      | 29 / 29     |         | 275 / 275 | 2       |
| Eleitorado/Participação | Eleitorado/Participação        | 110 438 | 59,49 / 100,00  | 2,59 |             |         |           |         |

## Resultados por Freguesia

### Câmara Municipal
| Freguesia               | %     | %     | %     | %    | %    | Votantes |
| Freguesia               | PS    | PSD   | CDS   | BE   | CDU  | Votantes |
| ----------------------- | ----- | ----- | ----- | ---- | ---- | -------- |
| Amor                    | 49,10 | 29,28 | 10,59 | 4,32 | 2,69 | 2 456    |
| Arrabal                 | 29,03 | 43,52 | 14,25 | 2,30 | 7,36 | 1 698    |
| Azoia                   | 45,58 | 36,95 | 7,55  | 3,02 | 2,37 | 1 391    |
| Bajouca                 | 25,39 | 58,48 | 9,34  | 1,42 | 0,45 | 1 339    |
| Barosa                  | 42,93 | 40,32 | 7,65  | 2,97 | 1,17 | 1 111    |
| Barreira                | 56,42 | 28,50 | 7,33  | 2,51 | 1,47 | 1 909    |
| Bidoeira de Cima        | 42,40 | 41,11 | 9,57  | 0,84 | 0,91 | 1 316    |
| Boa Vista               | 37,02 | 50,75 | 4,78  | 1,68 | 0,53 | 1 129    |
| Caranguejeira           | 45,74 | 36,51 | 11,59 | 1,42 | 0,85 | 3 166    |
| Carreira                | 51,28 | 32,19 | 7,69  | 1,99 | 2,56 | 702      |
| Carvide                 | 49,04 | 32,53 | 8,53  | 4,33 | 1,36 | 1 617    |
| Chainça                 | 35,55 | 49,91 | 9,34  | 0,54 | 0,90 | 557      |
| Coimbrão                | 52,01 | 38,55 | 2,81  | 2,11 | 0,90 | 996      |
| Colmeias                | 44,15 | 44,20 | 6,22  | 1,24 | 0,50 | 2 009    |
| Cortes                  | 51,28 | 34,88 | 4,90  | 3,54 | 1,47 | 1 835    |
| Leiria                  | 42,50 | 36,80 | 6,75  | 5,47 | 4,07 | 7 019    |
| Maceira                 | 55,52 | 28,01 | 5,84  | 4,11 | 2,54 | 5 544    |
| Marrazes                | 45,74 | 33,59 | 6,73  | 5,32 | 4,51 | 8 511    |
| Memória                 | 45,62 | 43,02 | 8,01  | 0,93 | 0,93 | 537      |
| Milagres                | 32,50 | 53,09 | 6,44  | 1,93 | 1,29 | 1 554    |
| Monte Real              | 52,45 | 33,64 | 4,44  | 3,66 | 2,35 | 1 531    |
| Monte Redondo           | 39,75 | 38,81 | 10,72 | 1,79 | 4,02 | 2 463    |
| Ortigosa                | 38,88 | 45,91 | 9,43  | 1,33 | 1,16 | 1 124    |
| Parceiros               | 56,08 | 27,40 | 7,73  | 4,25 | 1,60 | 2 186    |
| Pousos                  | 47,43 | 36,46 | 5,36  | 4,70 | 2,34 | 4 238    |
| Regueira de Pontes      | 37,47 | 43,34 | 9,63  | 2,33 | 1,88 | 1 329    |
| Santa Catarina da Serra | 45,61 | 40,53 | 8,90  | 1,18 | 0,46 | 2 618    |
| Santa Eufémia           | 40,54 | 43,81 | 9,43  | 1,00 | 1,27 | 1 495    |
| Souto da Carpalhosa     | 28,40 | 55,56 | 8,91  | 2,43 | 0,84 | 2 268    |
| Leiria                  | 44,86 | 37,61 | 7,68  | 3,35 | 2,44 | 65 648   |

### Assembleia Municipal
| Freguesia               | %     | %     | %     | %    | %    | Votantes |
| Freguesia               | PS    | PSD   | CDS   | BE   | CDU  | Votantes |
| ----------------------- | ----- | ----- | ----- | ---- | ---- | -------- |
| Amor                    | 44,68 | 28,68 | 13,60 | 5,54 | 2,85 | 2 455    |
| Arrabal                 | 26,56 | 41,58 | 15,96 | 3,36 | 8,60 | 1 698    |
| Azoia                   | 46,30 | 37,38 | 6,33  | 3,02 | 2,52 | 1 391    |
| Bajouca                 | 20,39 | 59,60 | 11,20 | 2,54 | 0,22 | 1 339    |
| Barosa                  | 38,52 | 40,32 | 9,18  | 4,77 | 1,71 | 1 111    |
| Barreira                | 53,54 | 29,28 | 7,81  | 4,09 | 1,78 | 1 909    |
| Bidoeira de Cima        | 45,82 | 35,11 | 10,79 | 1,37 | 0,76 | 1 316    |
| Boa Vista               | 33,79 | 52,44 | 5,99  | 2,14 | 0,94 | 1 169    |
| Caranguejeira           | 41,50 | 37,84 | 13,20 | 2,21 | 0,79 | 3 166    |
| Carreira                | 50,43 | 31,34 | 8,55  | 2,14 | 2,42 | 702      |
| Carvide                 | 46,38 | 30,55 | 11,13 | 5,32 | 1,48 | 1 617    |
| Chainça                 | 32,14 | 49,37 | 11,49 | 1,08 | 1,26 | 557      |
| Coimbrão                | 52,71 | 36,75 | 3,82  | 2,01 | 0,90 | 996      |
| Colmeias                | 41,31 | 44,85 | 7,37  | 2,14 | 0,50 | 2 009    |
| Cortes                  | 46,87 | 36,29 | 5,40  | 5,12 | 1,80 | 1 835    |
| Leiria                  | 37,41 | 36,34 | 8,31  | 8,69 | 5,04 | 7 019    |
| Maceira                 | 51,94 | 28,38 | 7,13  | 5,25 | 2,94 | 5 543    |
| Marrazes                | 42,10 | 32,35 | 8,60  | 7,31 | 5,24 | 8 511    |
| Memória                 | 38,73 | 48,60 | 7,45  | 1,86 | 0,93 | 537      |
| Milagres                | 29,73 | 52,51 | 8,30  | 2,51 | 1,48 | 1 554    |
| Monte Real              | 49,64 | 32,72 | 5,88  | 4,96 | 2,74 | 1 531    |
| Monte Redondo           | 36,46 | 39,34 | 11,69 | 2,72 | 4,63 | 2 463    |
| Ortigosa                | 35,68 | 44,22 | 11,92 | 2,49 | 1,33 | 1 124    |
| Parceiros               | 52,45 | 27,02 | 8,41  | 6,13 | 1,97 | 2 187    |
| Pousos                  | 43,20 | 35,77 | 6,54  | 7,53 | 2,62 | 4 238    |
| Regueira de Pontes      | 34,84 | 43,87 | 10,08 | 3,24 | 1,96 | 1 329    |
| Santa Catarina da Serra | 43,09 | 40,11 | 10,43 | 2,02 | 0,65 | 2 618    |
| Santa Eufémia           | 36,45 | 46,42 | 9,97  | 2,68 | 0,80 | 1 495    |
| Souto da Carpalhosa     | 24,56 | 55,64 | 11,42 | 2,91 | 0,93 | 2 268    |
| Leiria                  | 41,43 | 37,37 | 9,10  | 4,83 | 2,81 | 65 687   |

### Juntas de Freguesia
| Freguesia               | 2005-2009 | 2005-2009                | 2005-2009      | 2009-2013 | 2009-2013                | 2009-2013      |
| ----------------------- | --------- | ------------------------ | -------------- | --------- | ------------------------ | -------------- |
| Amor                    |           | Partido Socialista       | 39,68 / 100,00 |           | Partido Socialista       | 45,16 / 100,00 |
| Arrabal                 |           | Partido Social Democrata | 37,79 / 100,00 |           | Partido Social Democrata | 45,47 / 100,00 |
| Azoia                   |           | Partido Social Democrata | 50,53 / 100,00 |           | Partido Social Democrata | 47,88 / 100,00 |
| Bajouca                 |           | Partido Social Democrata | 60,78 / 100,00 |           | Partido Social Democrata | 70,65 / 100,00 |
| Barosa                  |           | Partido Social Democrata | 50,92 / 100,00 |           | Partido Social Democrata | 51,58 / 100,00 |
| Barreira                |           | Partido Socialista       | 67,23 / 100,00 |           | Partido Socialista       | 62,28 / 100,00 |
| Bidoeira de Cima        |           | Partido Social Democrata | 50,35 / 100,00 |           | Partido Socialista       | 53,19 / 100,00 |
| Boa Vista               |           | Partido Socialista       | 51,14 / 100,00 |           | Partido Social Democrata | 61,59 / 100,00 |
| Caranguejeira           |           | Partido Social Democrata | 53,42 / 100,00 |           | Partido Socialista       | 49,68 / 100,00 |
| Carreira                |           | Partido Socialista       | 59,12 / 100,00 |           | Partido Socialista       | 55,70 / 100,00 |
| Carvide                 |           | Partido Socialista       | 36,45 / 100,00 |           | Partido Socialista       | 57,95 / 100,00 |
| Chainça                 |           | Partido Social Democrata | 60,77 / 100,00 |           | Partido Socialista       | 47,04 / 100,00 |
| Coimbrão                |           | Partido Socialista       | 64,14 / 100,00 |           | Partido Socialista       | 60,84 / 100,00 |
| Colmeias                |           | Partido Social Democrata | 46,97 / 100,00 |           | Partido Socialista       | 46,69 / 100,00 |
| Cortes                  |           | Partido Social Democrata | 43,85 / 100,00 |           | Partido Socialista       | 44,09 / 100,00 |
| Leiria                  |           | Partido Social Democrata | 43,09 / 100,00 |           | Partido Social Democrata | 44,41 / 100,00 |
| Maceira                 |           | Grupo de Cidadãos        | 51,42 / 100,00 |           | Partido Socialista       | 46,75 / 100,00 |
| Marrazes                |           | Partido Social Democrata | 38,68 / 100,00 |           | Partido Socialista       | 39,43 / 100,00 |
| Memória                 |           | Partido Social Democrata | 58,59 / 100,00 |           | Partido Social Democrata | 49,26 / 100,00 |
| Milagres                |           | Partido Social Democrata | 68,75 / 100,00 |           | Partido Social Democrata | 62,07 / 100,00 |
| Monte Real              |           | Partido Socialista       | 45,91 / 100,00 |           | Partido Socialista       | 57,28 / 100,00 |
| Monte Redondo           |           | CDS – Partido Popular    | 45,97 / 100,00 |           | Partido Socialista       | 36,38 / 100,00 |
| Ortigosa                |           | Partido Socialista       | 40,39 / 100,00 |           | Partido Social Democrata | 44,84 / 100,00 |
| Parceiros               |           | Partido Socialista       | 46,49 / 100,00 |           | Partido Socialista       | 58,85 / 100,00 |
| Pousos                  |           | Partido Socialista       | 47,30 / 100,00 |           | Partido Socialista       | 52,45 / 100,00 |
| Regueira de Pontes      |           | CDS – Partido Popular    | 40,36 / 100,00 |           | Partido Social Democrata | 45,60 / 100,00 |
| Santa Catarina da Serra |           | Partido Socialista       | 45,58 / 100,00 |           | Partido Socialista       | 51,76 / 100,00 |
| Santa Eufémia           |           | Partido Social Democrata | 49,15 / 100,00 |           | Partido Social Democrata | 44,41 / 100,00 |
| Souto da Carpalhosa     |           | Partido Social Democrata | 44,47 / 100,00 |           | Partido Social Democrata | 68,17 / 100,00 |